# Comuna Albeni, Gorj
Albeni este o comună în județul Gorj, Oltenia, România, formată din satele Albeni (reședința), Bârzeiu de Gilort, Bolbocești, Doseni, Mirosloveni și Prunești. Se află pe râul Gilort, la o distanța de 37 km de Târgu Jiu. Apare în documente la data de 30 iunie 1486, în actul de danie a lui Vlad Călugărul, domnul Țării Românești (1482 - 1495), care dă ca recompensă pentru serviciile aduse, unui slujitor numit Albu, satul cu moșia respectivă. În ultimii 50 de ani a apărut și cătunul Rudari ai cărui locuitori au venit din diferite locuri și confecționau obiecte din lemn: postăvi (copăi), linguri, fuse, împletituri din răchită etc.
La recensământul din 2002, avea o populație de 2.853 de locuitori.
Subsolul conține lignit, petrol și gaze naturale care se exploatează. O parte a teritoriului este acoperit cu păduri de stejar, salcâm, frasin, fag și plop.
Satul are un sistem de alimentare cu apă potabilă și gaz metan.

## Demografie
Componența etnică a comunei Albeni
     Români (88,05%)
     Alte etnii (0,52%)
     Necunoscută (11,43%)
Componența confesională a comunei Albeni
     Ortodocși (85,57%)
     Penticostali (2,4%)
     Alte religii (0,28%)
     Necunoscută (11,75%)
Conform recensământului efectuat în 2021, populația comunei Albeni se ridică la 2.502 locuitori, în scădere față de recensământul anterior din 2011, când fuseseră înregistrați 2.587 de locuitori. Majoritatea locuitorilor sunt români (88,05%), iar pentru 11,43% nu se cunoaște apartenența etnică. Din punct de vedere confesional, majoritatea locuitorilor sunt ortodocși (85,57%), cu o minoritate de penticostali (2,4%), iar pentru 11,75% nu se cunoaște apartenența confesională.

## Istorie
La sfârșitul secolului al XIX-lea, comuna făcea parte din plasa Amaradia a județului Gorj și era alcătuită din satele Albeni, Mirosloveni și Prunești având o populație de 1896 de locuitori. În comună funcționa patru biserici și șapte mori. La acea vreme, pe teritoriul actual al comunei, în aceiași plasă funcționa și comuna Bâreziu de Gilort, care era alcătuită din satele Bâreziu de Gilort, Luculești și Câlnicu, având o populație de 810 de locuitori. În comună funcționa o școală mixtă frecventată de 23 de elevi și cinci biserici.
Anuarul Socec din 1925 consemnează comuna în plasa Cărbunești a aceluiași județ, având o populație de 1290 de locuitori, în satele Albeni, Bârzeni de Câlnicu, Mirosloveni și Prunești, iar satul Luculești este transferat comunei Alimpești. În anul 1931, comuna era împărțită în satele Albeni, Bârzeiu de Gilort, Bolbocești, Harnea, Motostiți, Mirosloveni și Prunești.
În anul 1950, comuna a fost arondată raionului Gilort a regiunii Gorj, raion care doi ani mai târziu a fost arondat regiunii Craiova, și apoi (după 1960), regiunii Oltenia.
În anul 1968, comuna a fost transferată județului Gorj în structura actuală. Tot atunci, satele Harnea și Motostiți sunt desființate și sunt contopite cu satul Bolbocești.

## Politică și administrație
Comuna Albeni este administrată de un primar și un consiliu local compus din 11 consilieri. Primarul, Marius-Cristinel Țîrcomnicu[*], de la Partidul Național Liberal, este în funcție din 1 noiembrie 2024. Începând cu alegerile locale din 2024, consiliul local are următoarea componență pe partide politice:
|  | Partid                          | Consilieri | Componența Consiliului | Componența Consiliului | Componența Consiliului | Componența Consiliului | Componența Consiliului |
|  | ------------------------------- | ---------- | ---------------------- | ---------------------- | ---------------------- | ---------------------- | ---------------------- |
|  | Partidul Național Liberal       | 5          |                        |                        |                        |                        |                        |
|  | Partidul Social Democrat        | 4          |                        |                        |                        |                        |                        |
|  | Alianța pentru Unirea Românilor | 1          |                        |                        |                        |                        |                        |
|  | Alianța Dreapta Unită           | 1          |                        |                        |                        |                        |                        |

## Obiective turistice
Printre obiectivele de interes din spațiul comunei se află și Biserica „Sfântul Nicolae” - Săulescu, construită înainte de 1730 în satul Albeni. De asemenea putem enumera și bisericile din lemn, una cu hramul „Sfântul Gheorghe” (construită pe la 1800) și „Cuvioasa Parascheva” (din 1812) în satele Bârzeiu de Gilort respectiv Mirosloveni.

## Imagini

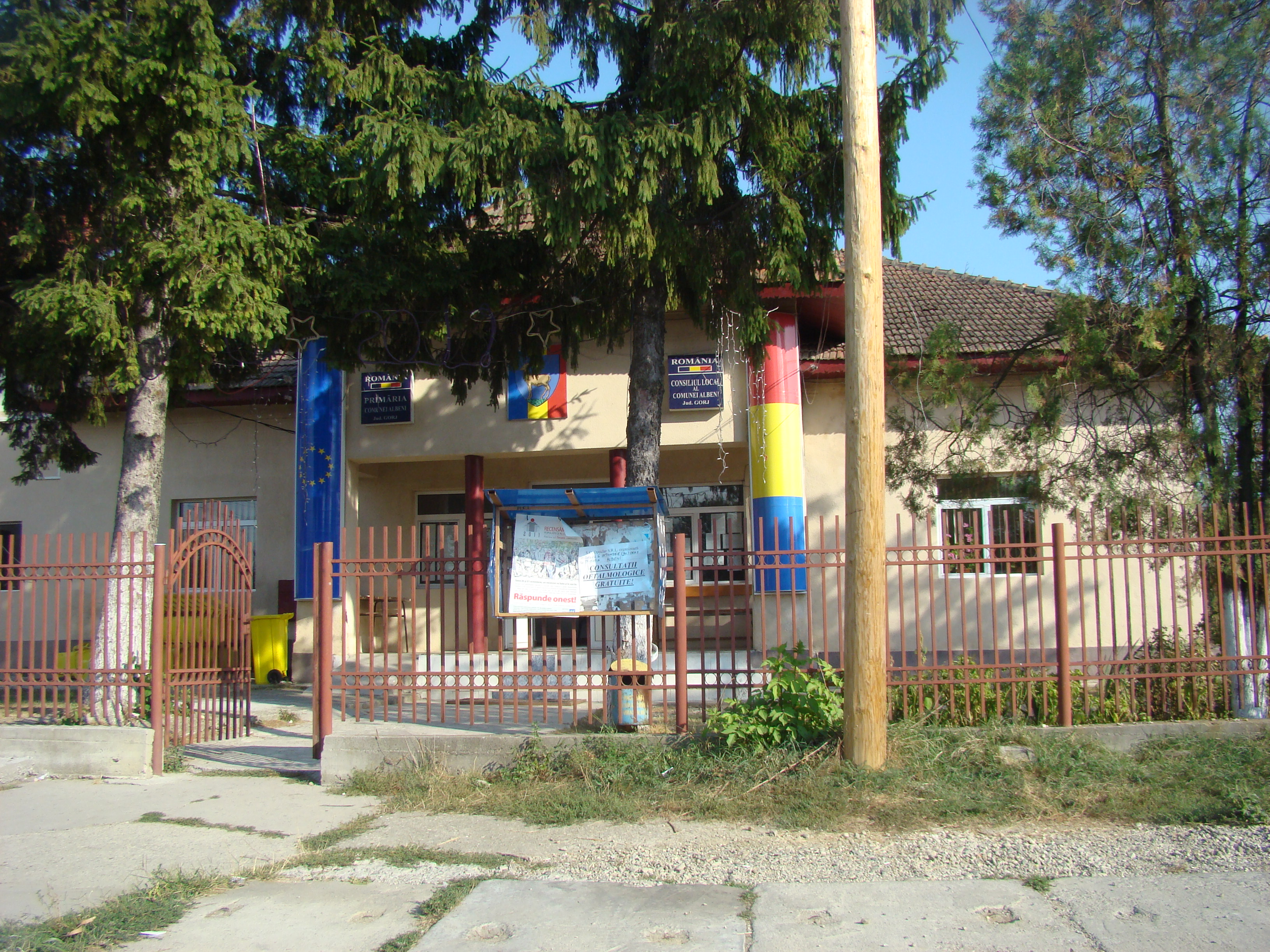
Primăria Comunei Albeni
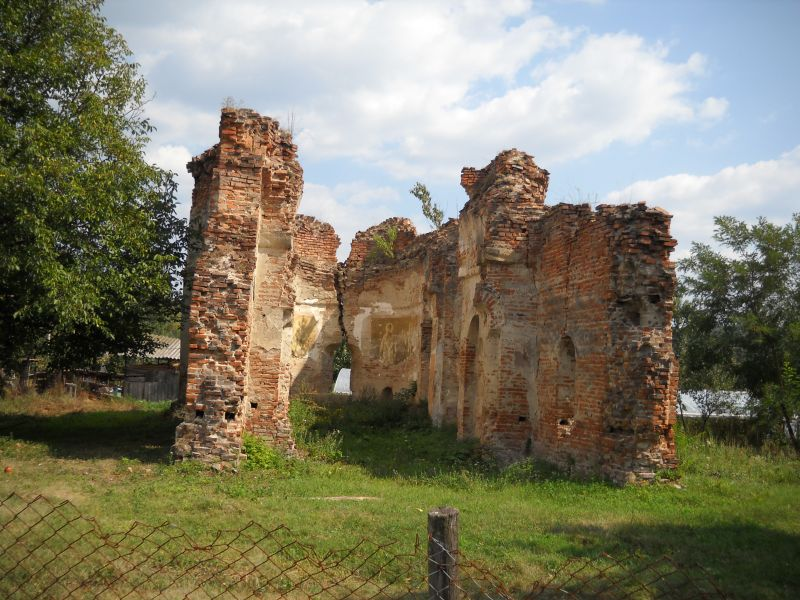
Ruinele Bisericii „Sfântul Nicolae”
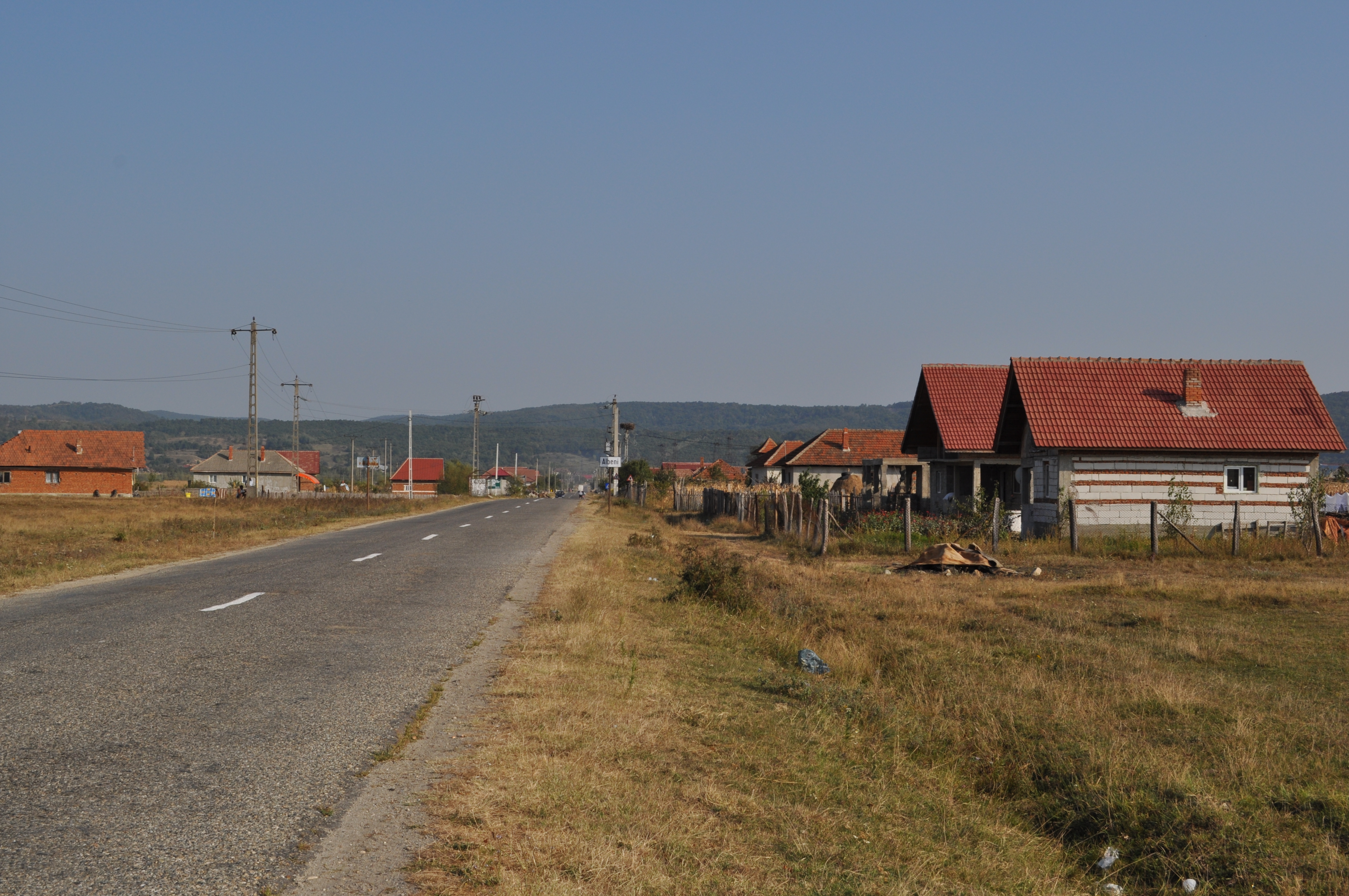
Intrarea în Albeni

## Vezi și
- Biserica de lemn din Doseni
- Biserica de lemn din Mirosloveni, Gorj
- Ruinele bisericii „Sf. Nicolae” din Albeni
- Râul Gilort (sit de importanță comunitară)